# Kathryn Stockett

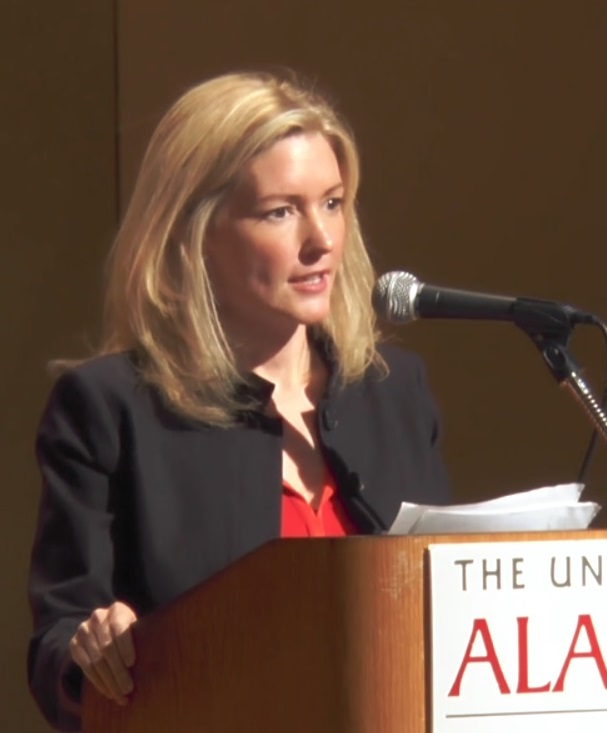
Kathryn Stockett. Februar 2014

Kathryn Stockett (* 1969 in Jackson, Mississippi) ist eine US-amerikanische Schriftstellerin.

## Leben
Stockett wuchs unter der Obhut einer schwarzen Hausangestellten in Jackson auf, da ihre Mutter die Familie verlassen hatte. Sie machte ihren Abschluss in Englisch und kreativem Schreiben an der University of Alabama in Tuscaloosa und ging danach nach New York City. Sie arbeitete dort bis 2001 neun Jahre lang bei verschiedenen Zeitschriften und im Bereich Marketing.
Stocketts erster Roman Gute Geister (Engl. The Help) beschreibt die Arbeit von schwarzen Hausangestellten in den Haushalten weißer Familien zu Beginn der 1960er Jahre in ihrer Heimatstadt. Vor seinem Erscheinen 2009 war er von zahlreichen Verlagen abgelehnt worden. Das Buch wurde ein großer Erfolg, stand 100 Wochen auf der Bestsellerliste der New York Times und wurde in 40 Sprachen übersetzt. Unter dem Titel The Help wurde er 2011 fürs Kino verfilmt. Stockett lebt mit ihrer Familie in Atlanta, Georgia.

## Preise und Ehrungen
- 2011: Prix des lectrices de Elle.

## Werke
- 2009: The Help, Berkley Books, New York, NY 2009 ISBN 978-0-425-23220-0.
  - deutsch: Gute Geister, aus dem Englischen von Cornelia Holfelder-von der Tann; btb, München 2011 ISBN 978-3-442-75240-9[1]
  - deutsch als E-Book: Verlag E-Books der Verlagsgruppe Random House, München 2011, ISBN 978-3-641-05940-8.

## Filmografie
- 2011: The Help[2]